# 볼티모어 콜리시엄
볼티모어 콜리시엄(영어: Baltimore Coliseum)는 미국 메릴랜드주 볼티모어에 위치한 실내 경기장이다. 과거 BAA/NBA 볼티모어 불리츠의 홈경기장으로 사용했다.